# Adobe Animate
Adobe Animate CC (ehemals Adobe Flash Professional) ist eine Animationssoftware des Herstellers Adobe Inc., die zum Erstellen von Inhalten für die Adobe Engagement Platform benutzt wird.

## Geschichte
Adobe Animate/Adobe Flash Professional ist der Nachfolger vom 1996 veröffentlichten FutureSplash Animator, ein Programm, das zum Erstellen von Vektorgrafiken und Vektoranimation vorgesehen ist. Das Programm wurde von FutureWave Software entwickelt und wurde auf die Betriebssysteme Windows und macOS portiert. Die FutureSplash Animationstechnologie wurde auf vielen seriösen Websites, wie MSN, der offiziellen Simpsons-Website und einigen Websites der Walt Disney Company verwendet. Im Dezember 1996 wurde FutureWave Software von Macromedia aufgekauft und zu Macromedia Flash umbenannt. Adobe Systems erwarb Macromedia im Jahr 2005.
Primäres Ausgabeformat von Adobe Flash Professional waren SWF-Dateien, die mit dem Flash-Player angezeigt wurden.

## Aktuelles
Im November 2015 wurde die Software von Adobe in Animate CC (Creative Cloud) umbenannt. Mit Animate CC können sowohl HTML5- als auch Flash-Animationen erstellt werden.

## Versionen

### Adobe Animate CC 18.0 (Oktober Version 2017)
Verbesserungen:
- Verbesserung der Ebenentiefe und der Kamera
- Verbesserte Zeitleiste
- Actionscode-Assistent
- Neue Beschleunigungsvorgaben
- Verbesserung des Texturatlas
- Konvertieren in andere Dokumenttypen
- Bedienfeld „Komponentenparameter“

### Adobe Animate CC 19.2 (April Version 2019)
Verbesserungen:
- Audioeffekte
- Verbesserte Bildverarbeitung
- Pinselspiegelung
- Assetverkrümmung
- Verbesserte Bildwahl
- Verbesserter Texturatlas
- Optimierte Dateispeicherung

### Adobe Animate CC 20.0 (November Version 2019)
Verbesserungen:
- Neu entwickelte Benutzeroberfläche
- Erweitertes Eigenschaftsbedienfeld
- Symbolleiste personalisieren
- Moderne Timeline
- Praktische Übungen
- Erweiterter Videoexport
- Neue Flüssigpinsel
- Startbildschirm
- Anwendungseinstellungen
- Upgrade der Leistungsstabilität

### Adobe Animate CC 20.0.3 (April Version 2020)
Verbesserungen:
- Unterstützung neuer Mischmodi in Canvas
- Stream-Audiounterstützung für Canvas
- Erweiterter Videoexport
- Performance und Stabilität

### Adobe Animate CC 20.5 (Juni Version 2020)
Verbesserungen:
- Automatisches Schlüsselbild
- Bedienfeld „Elemente“
- Schnell teilen in Social Media
- Erstellung praktischer Tutorials
- Bedienfeld zum Einstieg für neue Benutzer
- Selektive Texturveröffentlichung

### Adobe Animate CC 21.0.7 (Juni Version 2021)
Verbesserungen:
- Verbesserung beim Pinselmodus „Nur Flächen malen“
- Letzter Frame
- Schnellveröffentlichung
- Verbesserung an Zeitleiste und Symbolen
- Erweitertes Rigging (Beta)
- Unterstützung für Windows Ink
- Verbesserungen des Bone-Werkzeugs